# Гіллтоп (округ Старр, Техас)
Гіллтоп (англ. Hilltop) — переписна місцевість (CDP) в США, в окрузі Старр штату Техас. Населення — 120 осіб (2020).

## Географія
Гіллтоп розташований за координатами 26°24′14″ пн. ш. 98°55′14″ зх. д. / 26.40389° пн. ш. 98.92056° зх. д. (26.403982, -98.920659).  За даними Бюро перепису населення США в 2010 році переписна місцевість мала площу 0,13 км², уся площа — суходіл.

## Демографія
Згідно з переписом 2010 року, у селищі мешкало 77 осіб у 19 домогосподарствах у складі 17 родин. Густота населення становила 604 особи/км².  Було 20 помешкань (157/км²).
Расовий склад населення:
| - 100,0 % — білих |

До двох чи більше рас належало 0,0 %. Частка іспаномовних становила 100,0 % від усіх жителів.
За віковим діапазоном населення розподілялося таким чином: 39,0 % — особи молодші 18 років, 57,1 % — особи у віці 18—64 років, 3,9 % — особи у віці 65 років та старші. Медіана віку мешканця становила 23,4 року. На 100 осіб жіночої статі у селищі припадало 75,0 чоловіків;  на 100 жінок у віці від 18 років та старших — 80,8 чоловіків також старших 18 років.
Цивільне працевлаштоване населення становило 4 особи. Основні галузі зайнятості: освіта, охорона здоров'я та соціальна допомога — 100,0 %.